# Districte de Priazovske
Priazovske (en ucraïnès: Приазовський район,) és un raion o districte d'Ucraïna a la província de Zaporíjia.
Comprèn una superfície de 1947 km². La capital és la ciutat de Priazovske. Segons estimació el 2010 comptava amb una població total de 30.621 habitants. El codi KOATUU és 2324500000. El codi postal 72400 i el prefix telefònic +380 6133.